# Nationalverband der Bibliophilen
Der Nationalverband der Bibliophilen (NP NSB, russisch Некоммерческое партнерство “Национальный союз библиофилов”) ist eine gesellschaftliche Organisation, in der sich Russlands Bibliophilen zusammengeschlossen haben. Als juristische Person existiert sie seit 2010.

## Entstehungsgeschichte
Die Entstehungsgeschichte reicht in das Jahr 1990 zurück, als die Organisation russischer Bibliophilen (ORB) ins Leben gerufen wurde, die rund 100 Liebhaber alter seltener Bücher auf informeller Basis vereinigte. Die fruchtbare 20-jährige Existenz (mehr als zehn Ausstellungen und 200 Ausgaben) endete 2010. Der Wunsch, an der Struktur und Tätigkeit von ORB qualitative Änderungen vorzunehmen, hat die Bibliophilen dazu bewogen, eine neue, juristisch ausgestaltete Organisation – nichtkommerzielle Partnerschaft Nationalverband der Bibliophilen – zu gründen, die Rechtsnachfolgerin der Organisation russischer Bibliophilen wurde. Am 22. Oktober 2010 fand im Staatlichen Literaturmuseum in Moskau die Gründungsversammlung von NP NSB statt.
Am 28. Januar 2011 wurde in Moskau die erste Hauptversammlung von NP NSB durchgeführt, die in geheimer Abstimmung den aus fünf Personen bestehenden Rat der Partnerschaft wählte. Vorsitzender wurde Michail Wadimowitsch Seslawinski, Leiter der Föderalen Agentur für Druckwesen und Massenkommunikationen und bekannter Moskauer Bibliophile und Buchkundenexperte.

## Mitgliedschaft
Gegenwärtig zählt NP NSB rund 100 Personen. Die Aufnahme erfolgt einmal im Jahr in der Hauptversammlung von NP NSB, wobei alle Kandidaten jeweils drei Empfehlungsschreiben aktiver Mitglieder vorzulegen und einem der folgenden Kriterien zu entsprechen haben:
- Vorhandensein einer Privatbibliothek bibliophilen Charakters;
- Vorhandensein von mindestens zehn Forschungsarbeiten (eigene Veröffentlichungen) auf dem Gebiet der Buchkunde;
- mindestens fünf Jahre Arbeit im Bereich Buchantiquariate.[4]

Unter den Mitgliedern von NP NSB befinden sich bekannte Wissenschaftler, Journalisten und Schriftsteller, darunter Pawel Gussew, Chefredakteur der Zeitung Moskowskij Komsomolez und Vorsitzender des Moskauer Journalistenverbandes, Aleksander Sigow, ordentliches Mitglied der Russischen Akademie der Wissenschaften (RAN), Konstantin Ernst, Produzent und Generaldirektor von OAO 1. Kanal, Willi Petrizkij, Kulturologe und Patriarch russischer Bibliophilen, Lew Mnuchin, Erforscher des Schaffens von Marina Zwetajewa und der Geschichte der russischen Emigration, Jurij Rostowzew, Chefredakteur des Magazins Studentscheskij Meridian, Olga Tarakanowa, Professorin und Verfasserin des einzigen russischen Lehrbuches „Antiquarisches Buch“, sowie Michail Afanassjew, Direktor der Staatlichen öffentlichen historischen Bibliothek Russlands. Sie alle sind durch die Leidenschaft des Buchsammelns und der Erforschung seltener Bücher geeint.

## Tätigkeit
Die Aufgabe von NP NSB besteht darin, die am Buchsammeln interessierten Menschen zusammenzubringen, Informationen über die Bewegung russischer Bibliophilen zu beschaffen und zu verbreiten, die Grenzen russischer Buchkultur auszuweiten und die Erfahrungen privaten Buchsammelns zu popularisieren. Unter der Obhut von NP NSB fanden internationale wissenschaftliche Konferenzen „Bibliophilie und Privatsammlungen“ statt (2011, 2013). In kleinen Auflagen erscheinen der Bibliophilie gewidmete Ausgaben (darunter Monographien, Zeitschriften, Informationsblätter der Sitzungen, Ausstellungskataloge und Bildbände). Ferner werden thematische Ausstellungen organisiert.
Im Rahmen jährlicher Hauptversammlungen finden Rundtischgespräche anlässlich denkwürdiger historischer Ereignisse statt. Zu solchen Ereignissen gehörten unter anderen 400 Jahre Haus Romanow (2013), 200 Jahre Vaterländischer Krieg (2012) und 125 Jahre Anna Achmatowa. Seit 2013 verleiht NP NSB gemeinsam mit der Ausgabe „Über Bücher. Magazin für Bibliophilen“ den jährlichen „N. P. Smirnow-Sokolskij“-Preis für den Beitrag zur Entwicklung der russischen Bibliophilie.
NP NSB nimmt an internationalen und nationalen Buchmessen teil, wo sie in kleinen Auflagen erscheinende wissenschaftliche Werke und Abhandlungen über Probleme der Bibliophilie vertreibt.

## Klubs
Mitglieder der Partnerschaft arbeiten in mehr als 10 Klubs der Bibliophilen von Russland, der Ukraine und Israel, wo sie Forschungen auf dem Gebiet Theorie und Geschichte seltener Bücher betreiben. In Moskau ist der Klub „Bienenstock der Bibliophilen“ unter Vorsitz von M. W. Seslawinskij aktiv tätig. Bei Klubtreffen werden Themen wie Geschichte der russischen Bibliophilie (darunter hervorragende Büchersammlungen der Vergangenheit), Kunst des Buches und der Buchbinderei behandelt. Zu den ständigen Klubbesuchern gehören neben Bibliophilen Vertreter von Bibliotheken und Museen, Antiquitätenhändler und Sammler. Einige Treffen werden gemeinsam mit den größten russischen Museen und Bibliotheken durchgeführt, darunter mit dem Staatlichen Literaturmuseum, der Russischen staatlichen Bibliothek, der Staatlichen öffentlichen historischen Bibliothek Russlands, dem gesamtrussischen Puschkin-Museum und dem Museum von Anna Achmatowa.
Erstmals in der Geschichte der russischen Bibliophilie fanden 2012 und 2013 gemeinsame Sitzungen der Klubs von Bibliophilen Moskaus und Sankt Petersburgs statt. Jede Sitzung wird von einer Ein-Tag-Ausstellung seltener Ausgaben aus den Sammlungen von Klubteilnehmern begleitet. Von 2011 bis 2013 wurden aufgrund der Ergebnisse der Klubtreffen 20 bis 45 Seiten starke Informationsblätter mit Hauptthesen der Beiträge herausgegeben. Seit 2014 erscheint die Klubzeitschrift „Mitteilungen des Bibliophilen“.